# Trudna (Lipka)
Pour les articles homonymes, voir Trudna.
Trudna (prononciation : [ˈtrudna]) est un  village polonais de la gmina de Lipka dans le powiat de Złotów de la voïvodie de Grande-Pologne dans le centre-ouest de la Pologne.
Il se situe à environ 12 kilomètres au nord-ouest de Lipka (siège de la gmina), 20 kilomètres au nord de Złotów (siège du powiat), et à 127 kilomètres au nord de Poznań (capitale de la Grande-Pologne).

## Histoire
De 1975 à 1998, le village faisait partie du territoire de la voïvodie de Piła.

Depuis 1999, Trudna est situé dans la voïvodie de Grande-Pologne.
Le village possède une population de 140 habitants en 2006.